# Leuconitocris senegalensis
Espèce
Synonymes
- Nitakeris (Cicatronitocris) senegalensis (Audinet-Serville) Téocchi, Sudre & Jiroux, 2010[1]

Leuconitocris senegalensis est une espèce de coléoptères de la famille des Cerambycidae. Elle est décrite par Audinet-Serville en 1835.